# Liga Intermedia de Vóleibol de Perú
La Liga Intermedia de Vóleibol de Perú (LNIV) es la segunda categoría de competencia de voleibol a nivel de clubes en el Perú. Su organización, control y desarrollo están a cargo de la Federación Peruana de Voleibol (FPV).
Fue reactivada en 2002, como sucesora de la Segunda Categoría de la División Superior Nacional de Voleibol, como un sistema para enlazar los campeonatos distritales de Lima con los del interior del país.
Actualmente, en la categoría femenina otorga el ascenso a la Primera División de Voleibol, denominada Liga Peruana de Vóley.

## Sistema
El formato actual de competencia consta de dos etapas. En la primera, se enfrentan todos los equipos bajo el sistema de todos contra todos (Round Robin), el último equipo de la competencia queda relegado a la Liga Akira Kato. Segunda etapa se enfrentan los 2 equipos mejor ubicados en la primera etapa contra los dos últimos equipos de la Liga Nacional Superior de Voleibol del Perú, nuevamente en Round Robin y aquí se define si ascienden la primera división.

## Liga Femenina

### Títulos Por Año
| N.º   | Temporada | Medalla de oro       | Medalla de plata     | Medalla de bronce |
| ----- | --------- | -------------------- | -------------------- | ----------------- |
| I-X   | 2003-2012 | Desconocido          | Desconocido          | Desconocido       |
| XI    | 2013      | Sport Loreto         | Deportivo Alianza    | Huaquillay        |
| XII   | 2014      | Sport Loreto         | Deportivo Sider Perú | Real Club         |
| XIII  | 2015      | Deportivo Sider Perú | SPV                  | UCV Chimbote      |
| XIV   | 2016      | Sport Performance    | Deportivo Alianza    | Star Net          |
| XV    | 2017      | Divino Maestro       | Rebaza Acosta        | Star Net          |
| XVI   | 2018      | Rebaza Acosta        | ACD Túpac Amaru      | Latino Amisa      |
| XVII  | 2019      | Rebaza Acosta        | Latino Amisa         | Star Net          |
| XVIII | 2020      | Molivoleibol         | Latino Amisa         | ACD Túpac Amaru   |
| XIX   | 2021      | Defensor Golazo      | Star Net             | Fundación Taybor  |
| I     | 2022      | USMP                 | ACD Túpac Amaru      | Sumak Selva       |
| XX    | 2023      | Universitario        | Molivoleibol         | Star Net          |
| XXI   | 2024      | Club Atlético Atenea | Kazoku No Perú       | Star Net          |
| XXII  | 2025      | Kazoku No Perú       | Deportivo Alianza    | Atlético Faraday  |

### Medallero
| Ranking | Club                 | Medalla de oro | Medalla de plata | Medalla de bronce | Total |
| ------- | -------------------- | -------------- | ---------------- | ----------------- | ----- |
| 1.°     | Rebaza Acosta        | 2              | 1                | 0                 | 3     |
| 2.°     | Sport Loreto         | 2              | 0                | 0                 | 2     |
| 3.°     | Deportivo Sider Perú | 1              | 1                | 0                 | 2     |
| 4.°     | Sport Performance    | 1              | 1                | 0                 | 2     |
| 5.°     | Molivoleibol         | 1              | 1                | 0                 | 2     |
| 6.°     | Kazoku No Perú       | 1              | 1                | 0                 | 2     |
| 7.°     | Divino Maestro       | 1              | 0                | 0                 | 1     |
| 8.°     | Defensor Golazo      | 1              | 0                | 0                 | 1     |
| 9.°     | Universitario        | 1              | 0                | 0                 | 1     |
| 10.°    | Club Atlético Atenea | 1              | 0                | 0                 | 1     |
| 11.°    | Deportivo Alianza    | 0              | 3                | 0                 | 3     |
| 12.°    | Latino Amisa         | 0              | 2                | 1                 | 3     |
| 13.°    | ACD Túpac Amaru      | 0              | 2                | 1                 | 3     |
| 14.°    | Star Net             | 0              | 1                | 5                 | 6     |
| 16.°    | Real Club            | 0              | 0                | 1                 | 1     |
| 17.°    | UCV Chimbote         | 0              | 0                | 1                 | 1     |
| 18.°    | Fundación Taybor     | 0              | 0                | 1                 | 1     |
| 19.°    | Huaquillay           | 0              | 0                | 1                 | 1     |
| 20.°    | Sumak Selva          | 0              | 0                | 1                 | 1     |
| 21.°    | Atlético Faraday     | 0              | 0                | 1                 | 1     |